# Дитрих III (Холандия)
Дитрих III Холандски наричан Йерусалимски (на нидерландски: Dirk III van Holland Hierosolymita; на немски: Dietrich III, „der Jerusalemer“, Diederik, Dirk; на латински: Theodericus Hieroselymita; * 980/985; † 27 май 1039) от род Герулфинги, е граф на Холандия от 993 до 1039 г.
До 1101 г. Графство Холандия е наричано Западна Фризия (Westfriesland), така че истинската титла на Дитрих е граф на Фризия (comes Fresonum).

## Биография
Той е най-възрастният син на Арнулф († 18 ноември 993), граф на Западна Фризия, и съпругата му Лиутгард Люксембургска (* 953; † сл. 1005), дъщеря на граф Зигфрид I от Люксембург и Хадвига от Нордгау. Майка му е сестра на императрица Кунигунда Люксембургска, съпругата на император Хайнрих II.
В началото от 993 до 998 г. Дитрих е под регентсвото на майка му. Вероятно е правил поклонение до Светите земи и затова има допълнитеното име Йерусалимски (Hieroselymita).
Наследен е от синът му Дитрих IV.

## Фамилия
Дитрих III е женен за Отелинда (Отелендис; * ок. 985; † 9 март 1044), дъщеря на херцог Бернхард I от Саксония. Те имат децата:
- Дитрих IV († 13 януари 1049), 1039 граф на Холандия, убит в битката при Дордрехт
- Флорис I († 18 юни 1061), 1049 граф на Холандия
- Бертрада, омъжена за граф Дитрих I фон Катленбург († 10 септември 1056) от род Удони
- вер. Суанехилдис († 31 март 1100), омъжена за граф Емо дьо Лоон († 17 януари 1078)